# Костёл Святой Софии (Львов)
Костёл Свято́й Софи́и — культовое сооружение во Львове (Украина), памятник архитектуры. Расположено на ул. Ивана Франко, 121 а.
Костёл был основан на месте прежнего деревянного костёла, основанного в 1614 на деньги мещанки Софии Ганлевой и сгоревшего в 1672 году. В 1765 году костёл был перестроен. Здание выполнено из камня. Костёл прямоугольный в плане. Пространство нефа дополняется гранёной апсидой и небольшой квадратной пристройкой. Строгий фасад смягчают плавные линии развитого барочного фронтона и статуи в нишах.
С 1990-х годов находится в использовании УГКЦ и носит название Храма Святой Софии.
Костёл дал название прилегающей местности — Софиевка.